# コマルカ・ド・オルテガル
コマルカ・ド・オルテガル（Comarca do Ortegal）はガリシア州ア・コルーニャ県のコマルカで、同県の最北東部に位置する。
カリーニョ、セルディード、マニョン、オルティゲイラの4自治体によって構成される。
隣接するコマルカは、東がルーゴ県のコマルカ・ダ・マリーニャ・オクシデンタル、南がコマルカ・ド・エウメ、南から西がコマルカ・デ・フェロルとなっており、北は大西洋、リア・デ・オルティゲイラに面している。
面積は391.7km²で、2010年の人口は14,364人（2007年：15,218人）。コマルカの中心となっている地区は自治体オルティゲイラのオルティゲイラ教区内のオルティゲイラ地区。カスティーリャ語による表記はComarca de Ortegal。

## 地理

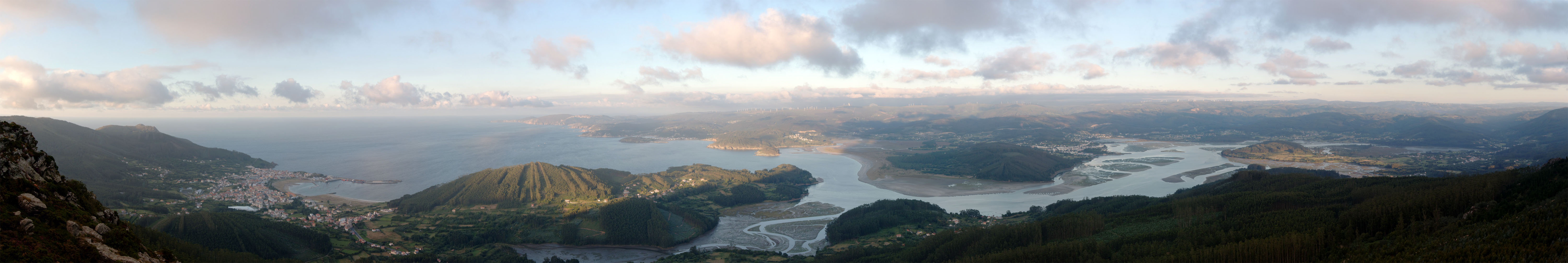
リア・デ・オルティゲイラ

| コマルカ・ド・オルテガルの構成自治体（2010年）         |            |             |                    |
| 自治体                                                 | 人口（人） | 面積（km²） | 人口密度（人/km²） |
| カリーニョ                                             | 4,530      | 46.8        | 29.1               |
| セルディード                                           | 1,361      | 52.7        | 30.4               |
| マニョン                                               | 1,602      | 82.2        | 83.6               |
| オルティゲイラ                                         | 6,871      | 210.0       | 21.6               |
| 計                                                     | 14,364     | 391.7       | 36.7               |
| 出典: INE（スペイン国立統計局）、IGE（ガリシア統計局） |            |             |                    |